# 艾杜安奴·費利拿·馬田斯
艾杜安奴·費利拿·馬田斯（葡萄牙語：Adriano Ferreira Martins，1982年11月21日—），生于聖保羅，現效力卡達的賈伊什。他有意願為卡達國家隊效力，但必須至2014年才能辦理相關手續。

## 外部連結
- （葡萄牙文） CBF
- （英文） sambafoot
- （葡萄牙文） zerozero.pt
- （葡萄牙文） globoesporte.globo.com
- （英文） Guardian Stats Centre
- （葡萄牙文） internacional.com.br